# ГЕС Kěnsīwǎtè
ГЕС Kěnsīwǎtè (肯斯瓦特水利枢纽工程) — гідроелектростанція на північному заході Китаю в провінції Сіньцзян. Входить до складу каскаду на річці Манас, яка стікає з північного схилу Тянь-Шаню до безстічної частини Джунгарської котловини.
В межах проекту річку перекрили насипною греблею із бетонним облицюванням висотою 129 метрів, довжиною 475 метрів та шириною по гребеню 10 метрів. Вона утримує водосховище з об'ємом 188 млн м3 та припустимим коливанням рівня поверхні у операційному режимі між позначками 955 та 990 метрів НРМ.
Пригреблевий машинний зал обладнали генераторним обладнанням потужністю 100 МВт, яке забезпечує виробництво 272 млн кВт-год електроенергії на рік.
Видача продукції відбувається по ЛЕП, розрахованій на роботу під напругою 110 кВ.